# Сен-Тропе
Сен-Тропе́ или Сен-Тропез (фр. Saint-Tropez, окс. Sant Tropetz, также встречаются варианты Сан-Тропе, Сан-Тропез) — средиземноморский курорт, коммуна на юго-востоке Франции в регионе Прованс — Альпы — Лазурный берег, департамент Вар, округ Драгиньян, кантон Сент-Максим. Одно из наиболее престижных мест отдыха на Лазурном берегу.
Площадь коммуны — 11,18 км², население — 4452 человека (2012), плотность населения — 398 чел/км².

## История
Первое поселение на месте современного Сен-Тропе было основано ещё во II веке до н. э. Своё современное название город получил в честь святого Тропезия Пизанского, обезглавленного в 60-е годы I века во времена Нерона при гонениях на христиан в районе современной Пизы. Согласно житию, его тело было положено в старую лодку вместе с петухом и собакой, которую прибило к берегу на месте современного города.
В X веке входил в состав пиратского эмирата Фраксинет. С 980-х годов — в составе графства Провансского. Для обороны побережья графами была выстроена небольшая крепость, уцелевшая в перестроенном виде до нашего времени. В конце XV века Сен-Тропе передан в частное владение семейства баронов Гримо. В сентябре 1615 года город был посещён экспедицией из Японии во главе с самураем Хасэкурой Цунэнагой. Предположено что этот случай является первым в истории контактом между французами и японцами. Во время франко-испанской войны в 1637 году жителями была отбита атака 22 испанских галеонов. До настоящего времени в честь этого в городе проводится традиционное шествие.
В 1892 году художник Поль Синьяк, очарованный этим живописным местом, поселился на вилле в Сен-Тропе, его примеру последовали многие известные художники: Матисс, Боннар, Марке, Дерен. Их творчество широко представлено в городском музее живописи Аннонсиад.
В 1920—1930-е годы в Сен-Тропе наведывались известные фигуры из мира моды, как Коко Шанель и Эльза Скьяпарелли.
Во Второй мировой войне город являлся центром вторжения союзников в южную Францию (операция «Драгун»).
До 1950-х годов город почти не отличался от других рыбацких посёлков и был мало известен широкой публике. Новую популярность, особенно среди состоятельных людей, он получил в 1956 году, когда в Сан-Тропе снимался известный фильм «И Бог создал женщину» с Брижит Бардо в главной роли. Позже популярность городу добавила серия кинокомедий про «жандарма из Сен-Тропе» с Луи де Фюнесом в главной роли. В 1969 году вышел фильм «Бассейн» (Ален Делон, Роми Шнайдер), действие которого происходит в Сен-Тропе.
В настоящее время основа экономики Сен-Тропе — туризм. В городе есть Музей современного искусства и крепость XVI—XVII вв., однако главное направление — пляжный отдых. В городе находятся также центры для здоровья, кинотеатры, библиотека и центр для молодёжи.

## Население
Население коммуны в 2011 году составляло — 4499 человек, а в 2012 году — 4452 человека.
| 1962 | 1968 | 1975 | 1982 | 1990 | 1999 | 2005 | 2006 | 2010 | 2011 | 2012 |
| ---- | ---- | ---- | ---- | ---- | ---- | ---- | ---- | ---- | ---- | ---- |
| 5668 | 6130 | 5427 | 6213 | 5754 | 5444 | 5635 | 5612 | 4532 | 4499 | 4452 |

Динамика населения:

## Экономика
В 2010 году из 2719 человек трудоспособного возраста (от 15 до 64 лет) 1983 были экономически активными, 736 — неактивными (показатель активности 72,9 %, в 1999 году — 74,1 %). Из 1983 активных трудоспособных жителей работали 1736 человек (881 мужчина и 855 женщин), 247 числились безработными (114 мужчин и 133 женщины). Среди 736 трудоспособных неактивных граждан 186 были учениками либо студентами, 248 — пенсионерами, а ещё 302 — были неактивны в силу других причин.
На протяжении 2010 года в коммуне числилось 2761 облагаемое налогом домохозяйство, в котором проживало 5394 человека. При этом медиана доходов составила 21 423 евро на одного налогоплательщика.

## Фотогалерея

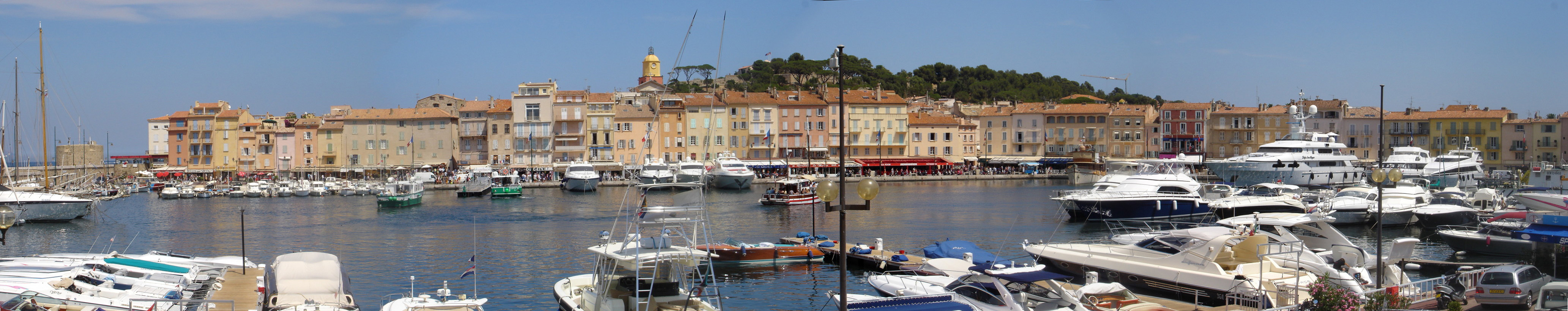
Панорама порта Сен-Тропе

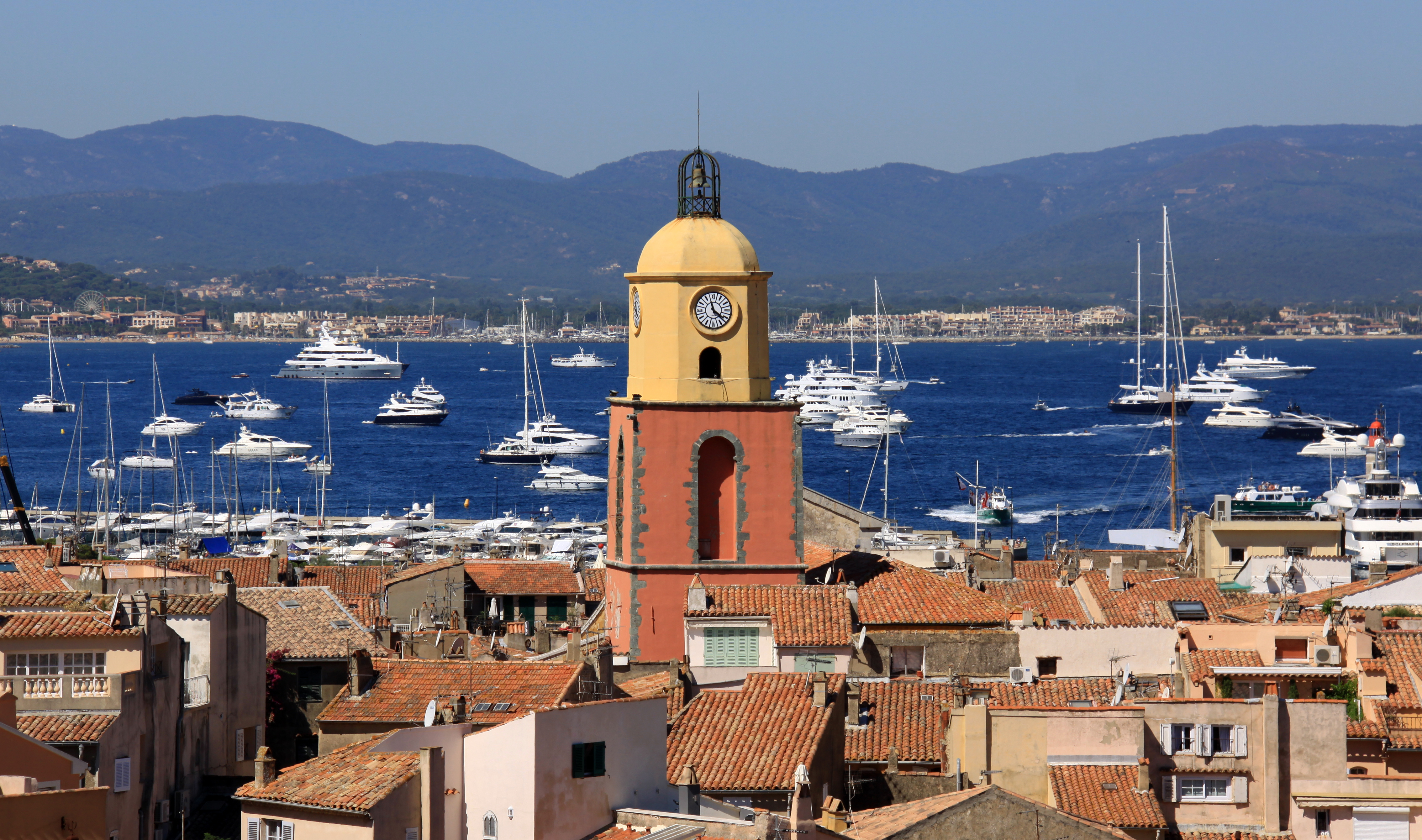
Колокольня церкви Нотр-Дам-де-л’Ассонсьон (Вознесения Девы Марии)
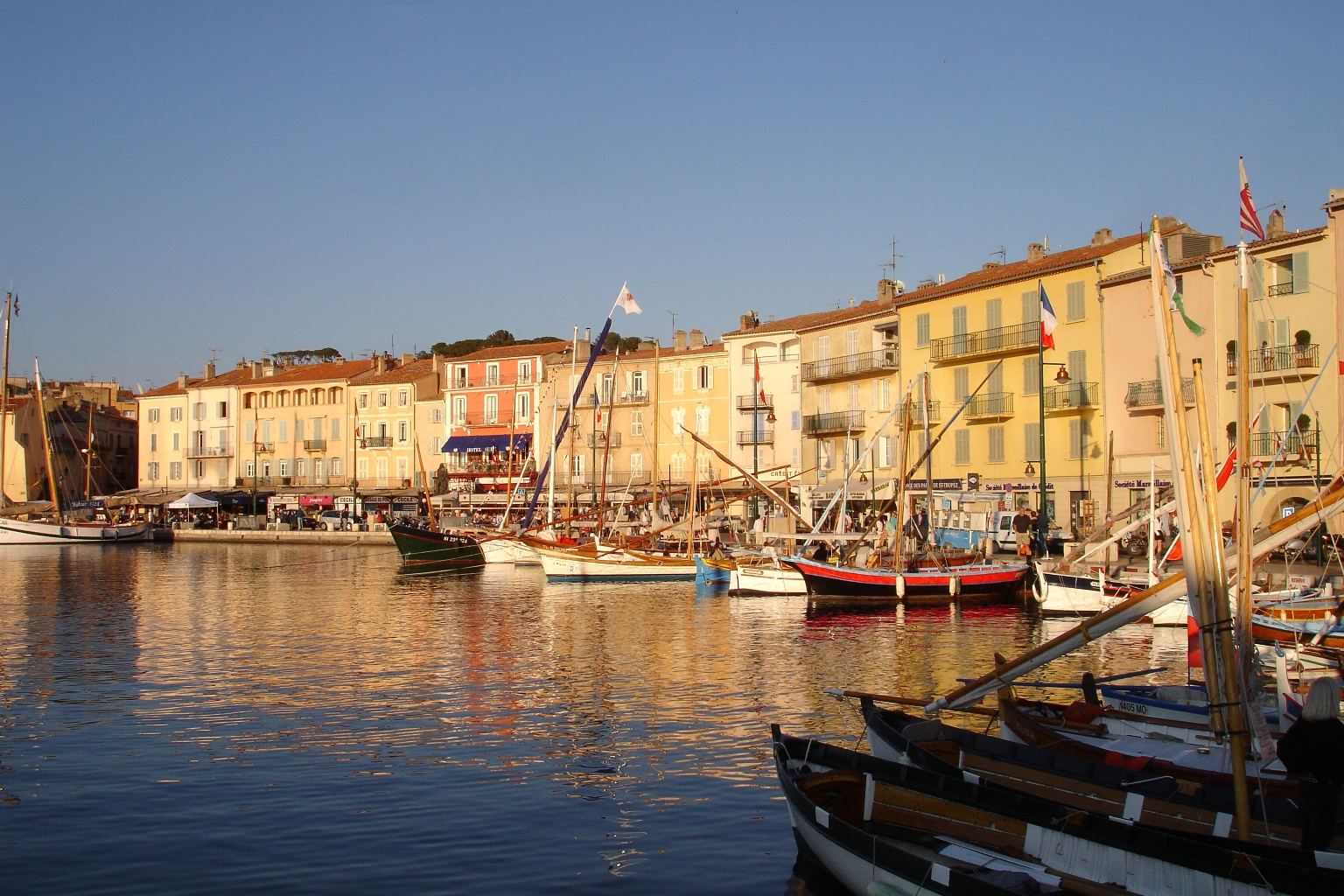
Порт
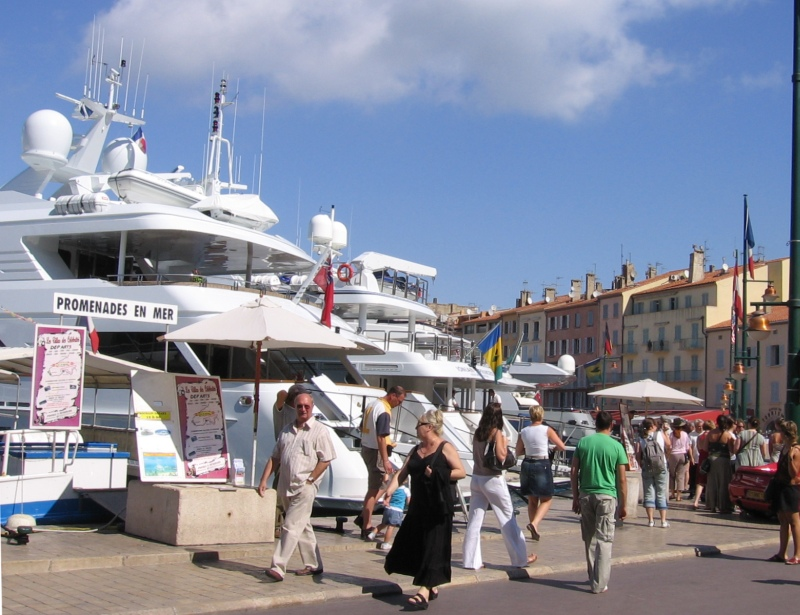
Причал
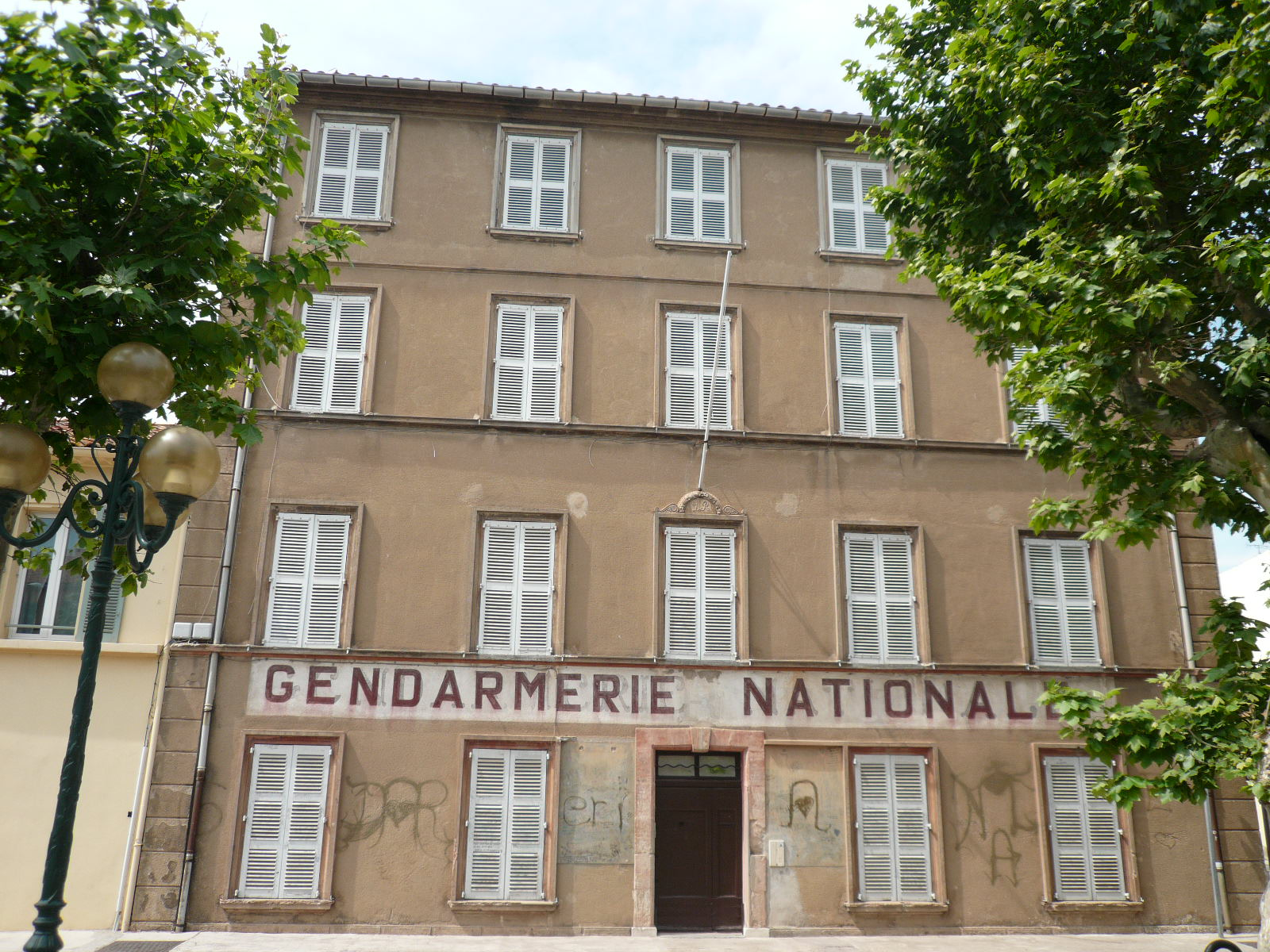
Здание жандармерии
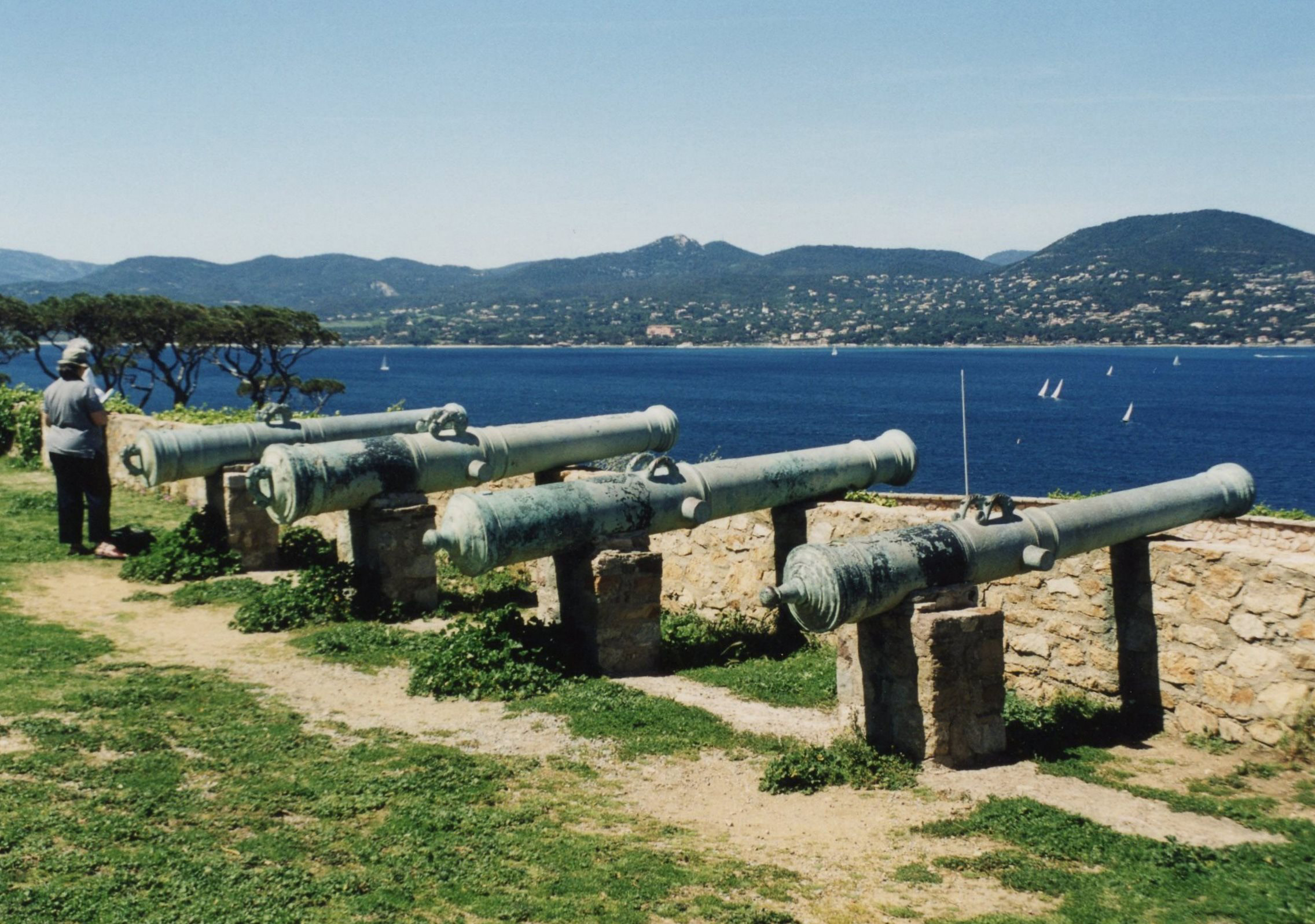
Орудия цитадели